# Flatus vocis
Flatus vocis és una frase atribuïda a John Roscelin per Anselm de Canterbury i significa: una alenada d'aire produïda per la veu. Aquesta és la qüestió de si els conceptes generals (els anomenats universals) són reals o no:
| « | Illi utique dialectici, qui non nisi flatum vocis putant universalis esse substantias, et qui colorem non aliud queunt intellegere quam corpus, nec sapientiam hominis aliud quam animam, prorsus a spiritualium quaestionum disputatione sunt exsufflandi. | » |

Traducció:
| « | Aquells lògics que opinen que no hi ha universals excepte com una bufada d'aire produïda per la veu,i qui no pot entendre un altre color que no sigui el del cos, ni la saviesa de l'home com una altra cosa que l'ànima, hauria de quedar totalment exclòs de la discussió de les qüestions espirituals. | » |

Anselm opinava que els universals es podien abstraure d'objectes concrets. Però és difícil determinar quina era la pròpia visió de Roscelin; Cap dels seus textos, a part d'una carta a Petrus Abelardus, ha sobreviscut, i no és segur si Anselm es refereix realment a Roscelin en la cita esmentada.
Anselm va acusar els nominalistes d'oposar un particular viu a un general sense vida. La qualitat aparentment permanent dels universals resulta ser tan fugaç com qualsevol cosa viva quan intentem captar-los utilitzant mitjans humans. En aquest sentit, Flatus vocis és un símbol de la inutilitat de les generalitzacions humanes ( vanitas ). – Des d'aquest punt de vista, qualsevol apel·lació a les idees divines havia d'aparèixer com a presumpció. Això va posar en qüestió fonamentalment la justificació tradicional de l'autoritat i va conduir a la disputa escolàstica sobre els universals.